# Addah

Addah är en kuststad i departementet Jacqueville i distriktet Lagunes i Elfenbenskusten. Vid folkräkningen 2014 hade den 1 973 invånare.

## Artikelursprung
Den här artikeln är helt eller delvis baserad på material från engelskspråkiga Wikipedia, tidigare version.